# Zdravko Lazarov
Zdravko Lazarov (in bulgaro Здравко Лазаров?; Gabrovo, 20 febbraio 1976) è un ex calciatore bulgaro, di ruolo attaccante.

## Palmarès

### Club

#### Competizioni nazionali
- Supercoppa di Bulgaria: 1

CSKA Sofia: 2008

### Individuale
- Capocannoniere della Coppa di Turchia: 1

2003-2004 (3 gol, a pari merito con Tuncay Şanlı, Volkan Bekiroğlu e Tayfun Türkmen)